# Leptopelis notatus
Espèce
Synonymes
- Hylambates notatus Peters, 1875
- Hylambates cubitoalbus Boulenger, 1906
- Hylambates tessmanni Nieden, 1909
- Habrahyla eiselti Goin, 1961

Statut de conservation UICN

 LC  : Préoccupation mineure
Leptopelis notatus est une espèce d'amphibiens de la famille des Arthroleptidae.

## Répartition
Cette espèce se rencontre dans le Sud-Est du Nigeria, au Cameroun, en Guinée équatoriale, au Gabon, au Congo-Brazzaville, dans l'ouest du Congo-Kinshasa et dans le nord de l'Angola.

## Description
Les mâles mesurent de 42 à 50 mm et les femelles de 60 à 74 mm.

## Publication originale
- Peters, 1875 : « Über die von Herrn Professor Dr. R. Buchholz in Westafrika gesammelten Amphibien ». Monatsberichte der Königlich preussischen Akademie der Wissenschaften zu Berlin, vol. 1875, p. 196-212 (texte intégral).